# ジェイ・カトラー (アメリカンフットボール)
ジェイ・カトラー（Jay Christopher Cutler , 1983年4月29日 - ）は、アメリカ合衆国インディアナ州サンタクロース出身の元プロアメリカンフットボール選手。ポジションはクォーターバック（QB）。デンバー・ブロンコス、シカゴ・ベアーズ、マイアミ・ドルフィンズにて12年間に渡り活躍した。

## 経歴

### 高校時代
1983年インディアナ州サンタクロースに生まれたカトラーは高校時代アメフトだけでなくバスケットボールや野球でも活躍を見せた。
幼い頃からベアーズのファンとして育った。

### 大学時代
ヴァンダービルト大学に入学したカトラーは45試合に先発出場した。怪我で欠場したことも一度もなかった。4年生の2005年にはパス3,073ヤード、21TD、9INTでSECの年間最優秀攻撃選手に選ばれた。大学4年間でパス8,697ヤード、59TDを成績を残した。これは共に2018年シーズンのカイル・シャーマーが破るまでヴァンダービルト大学のチーム記録であった。。

### プロ入り後
同期のビンス・ヤングやマット・ライナートに比べても強肩であると評価された。また、そのプレイスタイルからブレット・ファーヴと比較されることもたびたびあったカトラーは高順位指名が予想されており、オークランド・レイダースやデトロイト・ライオンズが獲得に興味を示していたともいわれていたなか、デンバー・ブロンコスに1巡(全体11位)指名された。2006年ドラフトで指名されたQBのなかではヤング、ライナートに次いで3番目であった。

#### デンバー・ブロンコス
2006年7月27日、ブロンコスと6年契約を結んだ。
当初はジェイク・プラマーの控えであったが、12月3日のシアトル・シーホークス戦で先発に昇格した。その試合は143ヤード、2TD、2INTでチームは20-23で敗れた。なお、この試合でブランドン・マーシャルに決めた71ヤードのTDパスはルーキーがデビュー戦で決めたパスとしては最長記録である。プロ初勝利は12月17日のアリゾナ・カージナルス戦であった。この試合でパス31回中21回成功、261ヤード、2TD、1INT、QBレイティング101.7の成績を残した。レイティング101.7はブロンコスのルーキーQBとしては1983年にジョン・エルウェイが記録した117.4に次いで高い数字である。翌週のシンシナティ・ベンガルズ戦ではパス23回中12回成功179ヤード、2TD、1INTでチームも24-23で勝利した。ベンガルズ戦で2TDを決めたことによってカトラーはNFLのルーキーとして初めて初出場から4試合連続で2TDをあげた選手になった。
翌週のサンフランシスコ・フォーティナイナーズ戦はプレイオフをかけた一戦となったが、チームは23-26で敗れた。ルーキーシーズンは2勝3敗、パス1001ヤード、9TD、5INTでQBレイティングは88.5だった。

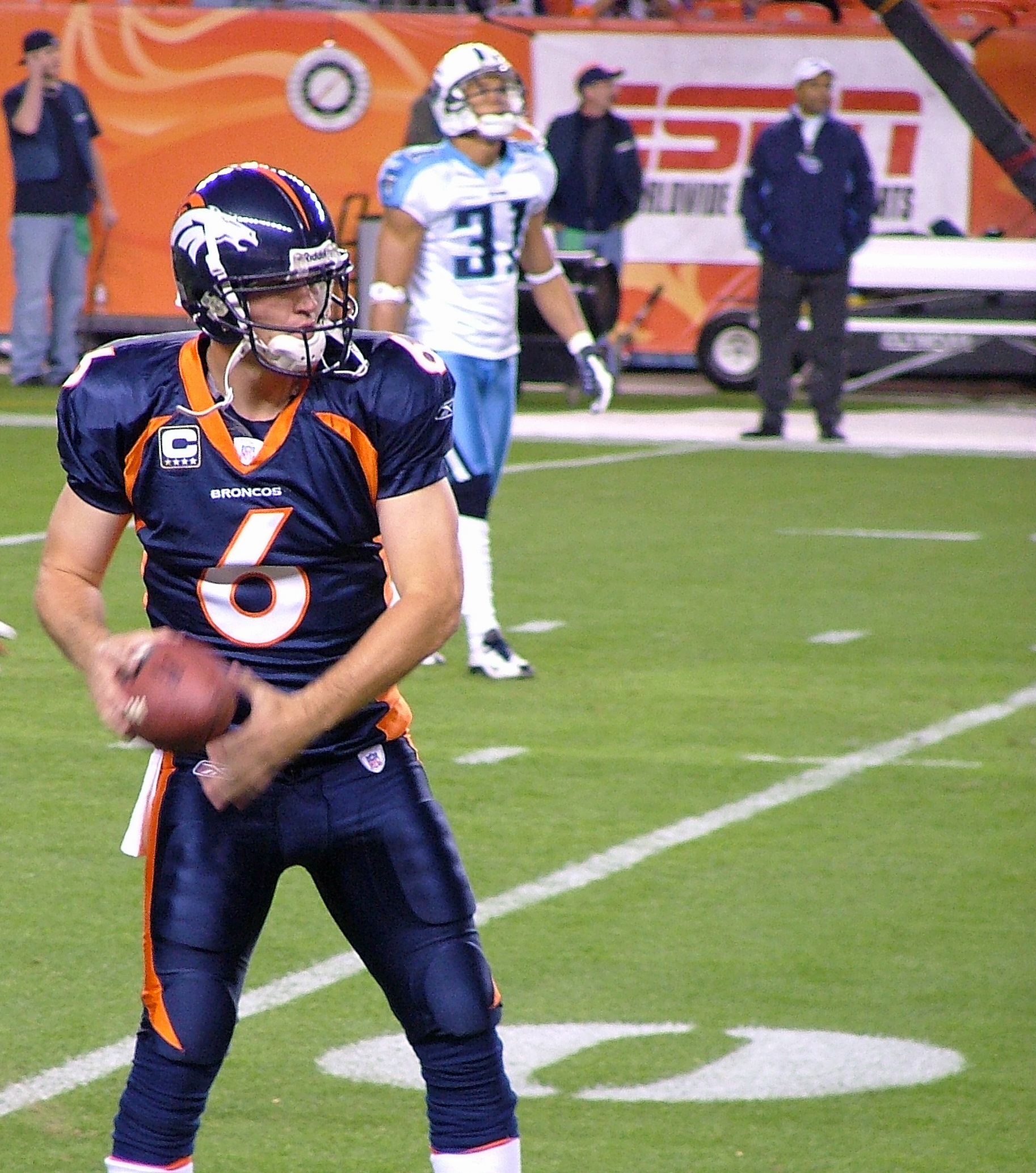
テネシー・タイタンズとのMNFに臨むカトラー

2007年は全試合に先発出場し、パス3,497ヤード、20TD、14INTを記録した。チームは7勝9敗に終わりプレイオフ出場を逃した。
2008年、オフェンスキャプテンに選ばれた。
開幕戦はマンデーナイトフットボールでオークランド・レイダースと対戦し、パス24回中16回成功299ヤード、2TDの活躍でチームを勝利へ導いた。3連敗のあと迎えた第10週のクリーブランド・ブラウンズ戦では前半10-23でリードされていたが、第4Qに3TDパスを投げ34-30で逆転勝ちした。12月の成績は1勝3敗に終わりプレイオフを逃した。シーズン成績はパス試投616回中384回成功4,526ヤード、25TD、18INT, ラン57回200ヤードとなった。なお、パス試投数(616回)、成功数(384回)、獲得ヤード(4,526ヤード)は球団新記録となった。この年、プロボウルに出場した。

#### シカゴ・ベアーズ
2009年にマイク・シャナハンHCが解任されニューイングランド・ペイトリオッツのOCだったジョシュ・マクダニエルズが新たなHCに就任した。その後、ESPNでチームがカトラーの三角トレードを画策していると報道された。トレードの内容としてはカトラーをデトロイト・ライオンズかタンパベイ・バッカニアーズに放出し、マクダニエルズ新HCの古巣であったペイトリオッツからQBマット・キャセルを獲得するというものであった。
ブロンコスとマクダニエルズはこの報道を否定したものの、カトラーは不快感を示した。そして3月15日にはコロラドの自宅を売りに出し、正式にチームにトレードを要求した。3月31日、ブロンコスのオーナー、パット・ボウレンが声明を発表し、トレード要求を受け入れることを認めた。そして4月2日、ブロンコスのドラフト5巡指名権とともにシカゴ・ベアーズにトレードされた。引き換えとしてブロンコスはベアーズからQBカイル・オートンと2009、2010年のドラフト1巡指名権と2009年3巡指名権を獲得した。
2009年シーズンはパス3,666ヤード、27TD、26INTに終わった。なお、26INTはリーグ最多であった。
2010年、新しいオフェンス・コーディネーターにマイク・マーツが就任した。
開幕戦から3連勝で迎えた第4週、前半に9サックを受け脳震盪で途中退場した。第6週で復帰したもののその後2連敗してバイウィークを迎えた。バイウィーク明けはラン中心の攻撃に切り替え、11勝5敗で地区優勝とプレイオフ進出を果たした。
ディビジョナル・プレイオフではパス243ヤード、2TDに加えてラン8回43ヤードの活躍でシアトル・シーホークスを破った。カンファレンス・チャンピオンシップではグリーンベイ・パッカーズ戦と対戦し第3Q途中に膝を負傷し途中退場した。そして、チームも14-21で敗退した。プレイオフを途中退場したことについて多くの選手から批判を浴びた。
2011年、先発で7勝3敗としてベアーズはプレイオフ出場を争っていたが、第11週のサンディエゴ・チャージャーズ戦で親指を骨折するとベアーズは控えQBケイレブ・ヘイニーの下で4連敗を喫し、ヘイニーに変わってジョシュ・マカウンが先発したが8勝8敗でプレイオフを逃した。

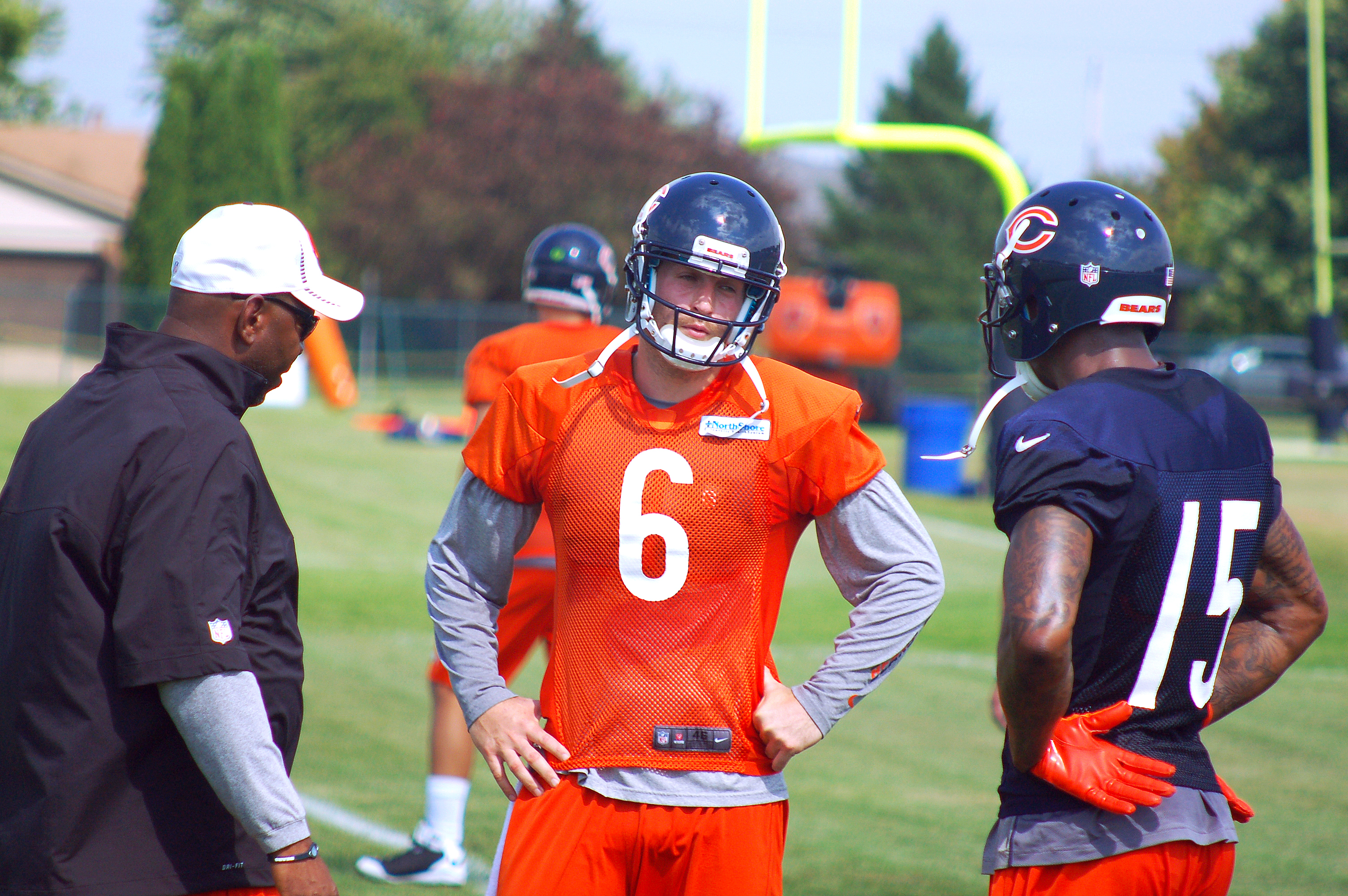
2012年のトレーニング・キャンプでWRブランドン・マーシャルと話すカトラー

2012年、ブロンコス時代のチームメイトだったブランドン・マーシャルがトレードでマイアミ・ドルフィンズから加入した。またブロンコス時代に指導を受けたジェレミー・ベイツがQBコーチに就任した。
開幕戦のインディアナポリス・コルツ戦では第1QにインターセプトリターンTDを許したがその後立て直し、パス35回中21回成功、333ヤード、2TD、1INT、チームも41-21で勝利した。次週のパッカーズ戦ではサックを7回浴び、パス27回中11回成功、126ヤード、1TD、4INTでチームも敗れた。この試合中サイドラインでレフトタックルのジャマーカス・ウェブに怒鳴りつけた姿が報道され、メディアやチームメイトからも批判された。
第4週マンデーナイトフットボールのダラス・カウボーイズ戦では、パス24回中18回成功、275ヤード、2TDと安定したプレイを見せ、チームも34-18で勝利した。この試合ではQBレイティング140.1を記録し、自身のキャリアで3番目に高い数字となった。
第10週のヒューストン・テキサンズ戦では脳震盪で途中退場した。なお、第10週ではカトラー以外にもマイケル・ビックとアレックス・スミスが脳震盪で途中退場した。翌週のサンフランシスコ・フォーティナイナーズ戦は欠場した。
第12週に復帰し、その翌週のシアトル・シーホークス戦ではパス26回中17回成功、パス233ヤード、2TD、QBレイティング119.6の活躍をみせたが、チームは17対23で敗れた。カトラーがQBレイティング100以上を記録した試合で敗れたのは初めてだった。

#### マイアミ・ドルフィンズ
2017年3月にベアーズから放出される。5月5日に一旦フォックス放送の解説者に転身すると発表したが、正QBライアン・タネヒルを負傷で欠いたマイアミ・ドルフィンズからのオファーを受け、1年契約を結び現役復帰を果たした。しかし19タッチダウンを挙げたのに対し14インターセプトを献上するなど安定感を欠き、また故障や脳震盪のアクシデントにも見舞われ、数試合を欠場した。

## その他
- 2008年に1型糖尿病と診断された。それ以降は糖尿病を患う人達や貧しい子供達を支援している[34]。

- 2011年、女優のクリスティン・カヴァラーリと結婚した[35]。

- 2013年、フォーブス誌の全米でもっとも嫌われているアスリートランキングで4位(NFL選手としては1位)にランクインした[36]。